# Cynortula zaca
Cynortula zaca is een hooiwagen uit de familie Cosmetidae.